# مدام دو باري
جين بيكو كونتيسة باري (بالفرنسية: Jeanne Bécu, Comtesse du Barry)‏ (19 أغسطس 1743 - 8 ديسمبر 1793) كانت آخر عشيقة للملك لويس الخامس عشر ، كانت من ضحايا عهد الإرهاب أثناء الثورة الفرنسية.

## روابط خارجية
- مدام دو باري على موقع الموسوعة البريطانية (الإنجليزية)